# شهرك صنعتي (مقاطعة اشتهارد)
شهرك صنعتي (بالإنجليزية: Shahrak-e Sanati-ye Eshtahard)‏ هي مستوطنة تقع في قسم بلنغ آباد الريفي (مقاطعة اشتهارد) في إيران. يقدر عدد سكانها بـ 1,510 نسمة .